# 四方山农场
四方山农场是一个位于中华人民共和国黑龙江省绥化市肇东市的类似乡级单位，亦是黑龙江省农垦哈尔滨管理局所属的一个国有农场。
四方山农场地处松嫩平原腹地，肇东市和兰西县之间。土地总面积18.2万亩。四方山农场建于1952年春，原为“东北军区肇东农场”，1954年2月又命名为“肇东军用种马场农事分场”，隶属于肇东军用种马场。1955年7月1日改为“中国人民解放军四方山军马场”，隶属于中国人民解放军总后勤部马政局。1957年3月1日，改编为“国营四方山牧场”。1976年2月，四方山军马场移交沈阳军区。2001年9月14日，中国人民解放军四方山军马场移交黑龙江省农垦哈尔滨管理局，改称“黑龙江省四方山农场”。

## 行政区划
四方山农场下辖以下单位：
四方山场直社区和四方山农场管理区。